# ジェニファー・コネリー
ジェニファー・コネリー（Jennifer Connelly、本名：Jennifer Lynn Connelly, 1970年12月12日 - ）は、アメリカ合衆国の女優。

## 生い立ち
ニューヨーク州出身。当時、父親のジェラルド・コネリーはジュニア向けのファッションデザイナー、母親のアイリーン・コネリーはアンティーク品のディーラーをしていた。母方の祖父母からはロシア人、ユダヤ人およびポーランド人の、父方の祖父母からはアイルランド人およびノルウェー人の血を引いている。英語の他にフランス語・イタリア語が堪能。
学業と仕事のバランスを取りながらイェール大学で2年間にわたって英語学と演劇学を学んだ後、スタンフォード大学に転入して古典演劇と即興演劇を学んだが、卒業するには至らなかった。

## キャリア

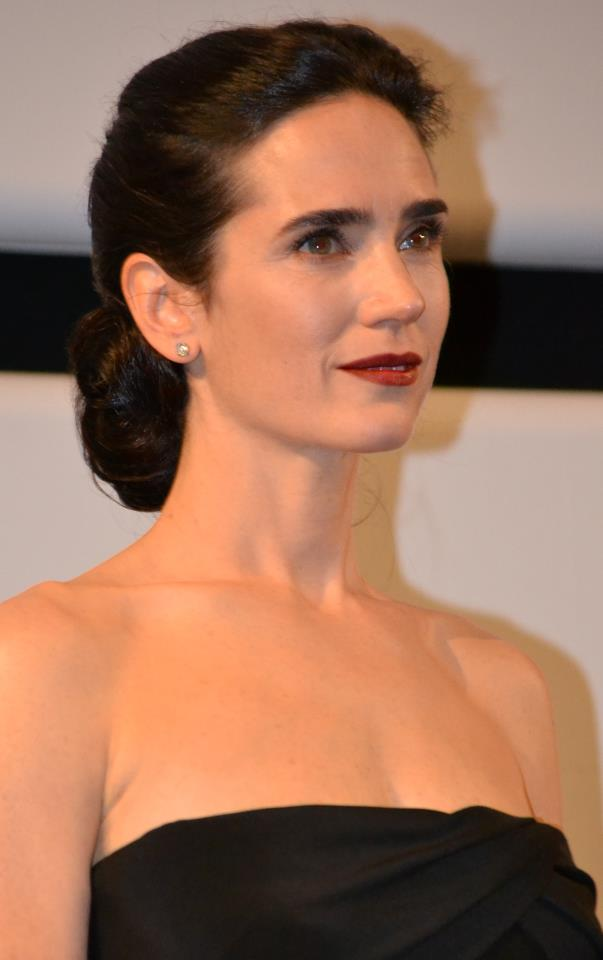
第65回カンヌ国際映画祭（2012年）

両親の友人の勧めでモデルになる。コマーシャルや雑誌の仕事を経て、1982年にテレビドラマ『Tales of the Unexpected』の「The Girl」の回に出演して女優デビュー。 そして1984年に『ワンス・アポン・ア・タイム・イン・アメリカ』でヒロインの子供時代役を得て映画デビューを飾った。 1985年の『フェノミナ』で特に日本ではポストブルック・シールズとして注目され、数社のコマーシャルに起用、日本語でのレコード発売、映画雑誌の表紙を飾るなどしてアイドル的な人気を得た。その後はやや低迷し、『ホット・スポット』を皮切りに計7つの映画でヌードを披露した。

2000年の『レクイエム・フォー・ドリーム』の演技が評判を呼び、インディペンデント・スピリット賞助演女優賞にノミネートされた。ついで2001年公開の『ビューティフル・マインド』でアカデミー助演女優賞・ゴールデングローブ賞 助演女優賞・英国アカデミー賞 助演女優賞 ・第7回クリティクス・チョイス・アワード 助演女優賞・アメリカ映画協会賞年間最優秀女優賞を獲得し、演技派女優として認められるようになる。

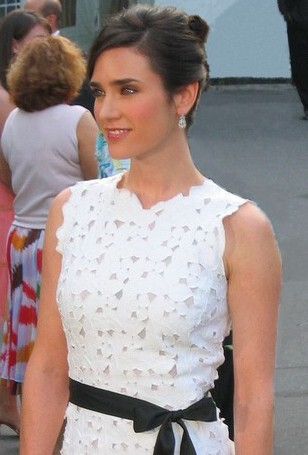
ニューヨーク、セントラルパークにて（2005年6月2日）

2005年には『仄暗い水の底から』のリメイク『ダーク・ウォーター』に主演。
俳優以外の活動では、バレンシアガやレブロンの広告塔を務めている。2005年にアムネスティ・インターナショナルUSAの人権教育大使に任命される。現在ではLOUIS VUITTONのミューズとしても有名である。
ピープル誌などの「世界で最も美しい50人」に選ばれたこともある。

## 私生活
- 1991年に『ロケッティア』で共演したビル・キャンベル(ビリー・キャンベル)と婚約したが、1995年に解消。
- 1997年7月に写真家のデイビッド・ドゥガンとの間に長男（カイ）を未婚の母として出産。
- その後ジョシュ・チャールズとの交際を経て、2003年に『ビューティフル・マインド』で共演したポール・ベタニーと結婚。2003年8月5日に次男（ステラン）を出産。「ステラン」という名はベタニーと親交のある俳優のステラン・スカルスガルドに由来する[3]。
- 2011年5月31日に長女（アグネス・ラーク）を出産。
- 過去に厳格なベジタリアンであったが長男の妊娠中には肉を食べていたと語っている[4]。

## 主な出演作品

### 映画
| 公開年 | 邦題 原題                                                              | 役名                                      | 備考 | 日本語吹き替え                                                     |
| ------ | ---------------------------------------------------------------------- | ----------------------------------------- | --- | ------------------------------------------------------------------ |
| 1984   | ワンス・アポン・ア・タイム・イン・アメリカ Once Upon a Time in America | 少女時代のデボラ                          | | 岡本麻弥（テレビ朝日版） 折笠愛（VHS版） 神田朱未（DVD・BD版）     |
| 1985   | フェノミナ Phenomena                                                   | ジェニファー・コルビノ                    | | M・A・O（4Kレストア版） 小笠原亜里沙（配役交換版）                 |
| 1985   | ジェニファーの恋愛同盟 Seven Minutes in Heaven                         | ナタリー・ベッカー                        | |                                                                    |
| 1986   | ラビリンス/魔王の迷宮 Labyrinth                                        | サラ・ウィリアムズ                        | | 清水理沙（ソフト版） 喜多嶋舞（フジテレビ版） 伊藤美紀（NHK-BS版） |
| 1988   | ダルク家の三姉妹 Some Girls                                            | ガブリエラ・ダルク                        | | 吹き替え版なし                                                     |
| 1988   | エトワール Etoile                                                      | クレア・ハミルトン / ナタリー・ホルヴァス | |                                                                    |
| 1990   | ホット・スポット The Hot Spot                                          | グロリア・ハーパー                        | | 松井菜桜子（ソフト版） 井上喜久子（テレビ東京版）                  |
| 1991   | 恋の時給は4ドル44セント Career Opportunities                           | ジョシー・マクレーン                      | | 水谷優子                                                           |
| 1991   | ロケッティア The Rocketeer                                             | ジェニー・ブレイク                        | | 井上喜久子（ソフト版/テレビ朝日版）                                |
| 1992   | ハート・オブ・ジャスティス The Heart of Justice                        | エマ・バージェス                          | テレビ映画 |                                                                    |
| 1994   | 愛の奴隷 Of Love and Shadows                                           | イレーネ                                  | | 伊藤美紀                                                           |
| 1995   | ハイヤー・ラーニング Higher Learning                                   | タリン                                    | | 吹き替え版なし                                                     |
| 1996   | 狼たちの街 Mulholland Falls                                            | アリソン・ポンド                          | | 渡辺美佐（ソフト版） 唐沢潤（テレビ東京版）                        |
| 1996   | 誘惑の恋人たち Far Harbor                                              | エリー                                    | |                                                                    |
| 1997   | 秘密の絆 Inventing the Abbotts                                         | エレノア・アボット                        | | 岡本麻弥                                                           |
| 1998   | ダークシティ Dark City                                                 | エマ・マードック / アンナ                 | | 石塚理恵（ソフト版/フジテレビ版）                                  |
| 2000   | ウェイキング・デッド Waking the Dead                                   | サラ・ウィリアムズ                        | 日本ではVHSスルー |                                                                    |
| 2000   | レクイエム・フォー・ドリーム Requiem for a Dream                       | マリオン・シルヴァー                      | インディペンデント・スピリット賞助演女優賞ノミネート                                                                                              | 湯屋敦子                                                           |
| 2000   | ポロック 2人だけのアトリエ Pollock                                     | ルース・クリグマン                        | | 小林沙苗                                                           |
| 2001   | ビューティフル・マインド A Beautiful Mind                              | アリシア・ナッシュ                        | アカデミー助演女優賞受賞 英国アカデミー賞 助演女優賞受賞 ゴールデングローブ賞 助演女優賞受賞 第7回クリティクス・チョイス・アワード 助演女優賞受賞 | 勝生真沙子                                                         |
| 2003   | ハルク Hulk                                                            | ベティ・ロス                              | | 渡辺美佐                                                           |
| 2003   | 砂と霧の家 House of Sand and Fog                                       | キャシー・ニコロ                          | 第9回クリティクス・チョイス・アワード主演女優賞ノミネート ゴールデン・サテライト賞ノミネート                                                      | 湯屋敦子                                                           |
| 2005   | ダーク・ウォーター Dark Water                                          | ダリア・ウィリアムズ                      | | 田中敦子                                                           |
| 2006   | リトル・チルドレン Little Children                                     | キャシー・アダムソン                      | | 浅野まゆみ                                                         |
| 2006   | ブラッド・ダイヤモンド The Blood Diamond                               | マディー・ボウエン                        | | 浅野まゆみ                                                         |
| 2007   | 帰らない日々 Reservation Road                                          | グレース・ラーナー                        | | 田中敦子                                                           |
| 2008   | 地球が静止する日 The Day the Earth Stood Still                         | ヘレン・ベンソン                          | | 八十川真由野                                                       |
| 2008   | インクハート/魔法の声 Inkheart                                         | ロクサヌ                                  | カメオ出演 日本ではDVDスルー |                                                                    |
| 2009   | そんな彼なら捨てちゃえば? He's Just Not That Into You                  | ジャニーン                                | | 林真里花                                                           |
| 2009   | 9 〜9番目の奇妙な人形〜 9                                              | 7                                         | | 斎藤恵理                                                           |
| 2009   | クリエイション ダーウィンの幻想 Creation                               | エマ・ダーウィン                          | 第22回東京国際映画祭で上映 | 吹き替え版なし                                                     |
| 2010   | バージニア その町の秘密 Virginia                                       | バージニア                                | 日本ではDVDスルー |                                                                    |
| 2011   | 僕が結婚を決めたワケ The Dilemma                                       | ベス                                      | | 斎藤恵理                                                           |
| 2011   | サルベーション Salvation Boulevard                                     | グウェン・ヴァンダーヴィア                | 日本ではDVDスルー | 吹き替え版なし                                                     |
| 2012   | ハッピーエンドが書けるまで Stuck in Love                               | エリカ                                    | | 松井茜                                                             |
| 2014   | ニューヨーク 冬物語 Winter's Tale                                      | バージニア・ゲームリー                    | | 八十川真由野                                                       |
| 2014   | ノア 約束の舟 Noah                                                     | ナーム                                    | | 岡寛恵                                                             |
| 2016   | アメリカン・バーニング American Pastoral                               | ドーン・レヴォヴ                          | | 吹き替え版なし                                                     |
| 2017   | スパイダーマン:ホームカミング Spider-Man: Homecoming                   | カレン                                    | 声の出演 | 井上喜久子                                                         |
| 2017   | オンリー・ザ・ブレイブ Only the Brave                                  | アマンダ・マーシュ                        | | 斎藤恵理                                                           |
| 2018   | アリータ: バトル・エンジェル Alita: Battle Angel                       | チレン                                    | | 山像かおり                                                         |
| 2022   | トップガン マーヴェリック Top Gun: Maverick                            | ペニー・ベンジャミン                      | | 本田貴子                                                           |
| 2023   | Bad Behaviour                                                          | ルーシー                                  | |                                                                    |

### テレビドラマ
| 放送年 | 邦題 原題                  | 役名               | 備考                | 日本語吹き替え |
| ------ | -------------------------- | ------------------ | ------------------- | -------------- |
| 2020   | スノーピアサー Snowpiercer | メラニー・カヴィル | Netflixオリジナル   | 斎藤恵理       |
| 2024   | ダーク・マター Dark Matter | ダニエラ・デッセン | Apple TV+オリジナル | 藤本喜久子     |

### CM
- ステレオカセットプレーヤ・jump （パナソニック）
- Technics インテリジェントコンポ CD710 （パナソニック）[5]
- PERKY JEAN エスノカラー
（1986年、資生堂、ジェニファー・ビールスからのバトンタッチで出演）
- 檜不動産
- Lux スーパーリッチ （日本リーバ）
- フューチャーソリューションLX（資生堂）

### PV
- デュラン・デュラン「Dancing On The Valentine」 
（1984年、日本限定発売のレーザーディスクシングル） ※ ほんの一瞬だけの出演
- ジョー・サトリアーニ「Always with me, always with you」（1987年）
- ロイ・オービソン「I Drove All Night」 
（1992年、俳優・映画監督のジェイソン・プリーストリーと共に出演）